# Vila Céu do Mapiá
A Vila Céu do Mapiá, fundada em 1983 por Sebastião Mota de Melo e outras famílias como a do Manuel Corrente da Silva, Paulo Carneiro da Silva, está situada nas cabeceiras do Igarapé Mapiá, a 30 km do Rio Purus na Mesorregião do Sul Amazonense, entre a Microrregião do Purus e Microrregião da Boca do Acre, no município de Pauini. A vila localiza-se dentro da Reserva Nacional do Inauiní-Pauiní - uma das mais preservadas áreas da Amazônia ocidental brasileira.
Em 1990, com a aprovação da comunidade, o governo brasileiro criou com o Decreto N° 96.190, de 21 de junho de 1988 a Floresta Nacional Purus numa área de 256.000 ha, tendo a vila do Céu do Mapiá como uma espécie de capital.

## História
Sebastião Mota de Melo teve visões onde recebeu um chamado da Floresta para sair da cidade e ir para a floresta. Padrinho Sebastião, como já era conhecido, foi para a floresta e, depois de realizar experiências fundou a aldeia "Céu do Mapiá" na Amazônia, em uma localidade afastada da civilização em que são necessários dois dias de viagem em embarcações conhecidas como "voadeiras". Rapidamente a notícia da fundação do Céu do Mapiá se espalhou e começou a receber visitas de discípulos das mais diversas origens, tornando-se um centro de peregrinação de adeptos da doutrina do Santo Daime.
Hoje, possui cerca de 500 habitantes (2007) praticamente todos seguidores da doutrina do Santo Daime que mudaram para a vila em companhia do Padrinho Sebastião e sua família ao final da década de 80, todos preocupados com a ecologia além de receber centenas de visitantes todos os meses, É considerado o centro de uma missão espiritual reconhecida mundialmente.

## Infraestrutura
Atualmente a Vila possui mais de cem casas, prédios públicos: escola, posto de saúde, armazém, casa de farinha, cozinha comunitária, oficina de motores, casa de artesanato e de ofícios femininos, etc. As casas são feitas de madeira serrada pelos próprios moradores da comunidade.

## Visitas
Apesar de estar localizada em uma área de visitação ecológica, a vila se localiza em área de difícil acesso.